# Laidback Luke
Lucas Cornelis van Scheppingen, conhecido como Laidback Luke (Manila, 22 de outubro de 1976) é um produtor e DJ Filipino.

## Biografia
Mudou-se para a Holanda com a sua família aos quatro anos e cresceu em um lar musical, compondo e aprendendo a tocar guitarra.
Apaixonado por Hip Hop, Luke começou como grafiteiro, mas acabou seduzido pela energia do house music em uma festa do colégio em que o DJ alemão e produtor Dobre tocava. Dobre foi um dos primeiros a reconhecer o extraordinário potencial do adolescente quando este começou a produzir, adotando o apelido "Laidback" após escutar o rapper Snoop Dogg na rádio.

## Carreira
Em 1995, Laidback Luke lançou o single "Act the Fool". Este foi seguido por um remix de Green Velvet's Stalker, que obteve grande apoio de Carl Cox e elogios da imprensa do Reino Unido. 
Possui uma impressionante discografia com mais de cem gravações e fez produções que foram selecionadas por vários nomes conhecidos da música eletrônica, como Carl Cox, Roger Sanchez e Pete Tong.

## Discografia

### Álbuns de estúdio
| Título | Detalhe do álbum                                                                                 |
| ------ | ------------------------------------------------------------------------------------------------ |
| Focus  | - Lançamento: 6 de novembro de 2015 - Gravadora: Mixmash - Formatos: CD, vinyl, digital download |

## Singles

### Como artista principal
| Título                                                                                        | Ano  | Posições em paradas músicais | Posições em paradas músicais | Posições em paradas músicais | Posições em paradas músicais | Posições em paradas músicais | Posições em paradas músicais | Posições em paradas músicais | Posições em paradas músicais | Álbum                  |
| Título                                                                                        | Ano  | AUS                          | AUT                          | BEL                          | FRA                          | ALE                          | HOL                          | SUE                          | UK                           | Álbum                  |
| --------------------------------------------------------------------------------------------- | ---- | ---------------------------- | ---------------------------- | ---------------------------- | ---------------------------- | ---------------------------- | ---------------------------- | ---------------------------- | ---------------------------- | ---------------------- |
| "Rocking with the Best"                                                                       | 2000 | —                            | —                            | —                            | —                            | —                            | 92                           | —                            | —                            | Non-album singles      |
| "Popmusic"                                                                                    | 2002 | —                            | —                            | —                            | —                            | —                            | 94                           | —                            | —                            | Non-album singles      |
| "We Can Not Get Enough! (Dance Valley Theme 2003)" (featuring MC Marxman)                     | 2003 | —                            | —                            | —                            | —                            | —                            | 5                            | —                            | —                            | Non-album singles      |
| "More Than Special" (featuring Pimsmit)                                                       | 2004 | —                            | —                            | —                            | —                            | —                            | 98                           | —                            | —                            | Non-album singles      |
| "Get Dumb" (with Axwell, Angello and Ingrosso)                                                | 2007 | —                            | —                            | —                            | —                            | —                            | 45                           | —                            | —                            | Non-album singles      |
| "Show Me Love" (with Steve Angello featuring Robin S.)                                        | 2008 | —                            | 64                           | —                            | 25                           | 93                           | —                            | —                            | 11                           | Non-album singles      |
| "Leave the World Behind" (with Axwell, Ingrosso and Angello featuring Deborah Cox)            | 2009 | —                            | —                            | 14                           | —                            | —                            | 75                           | 39                           | —                            | Non-album singles      |
| "Step By Step" (with Gregor Salto featuring Mavis Acquah)                                     | 2010 | —                            | —                            | —                            | —                            | —                            | 65                           | —                            | —                            | Non-album singles      |
| "Till Tonight" (featuring Jonathan Mendelsohn)                                                | 2010 | —                            | —                            | 41                           | —                            | —                            | 83                           | —                            | —                            | Non-album singles      |
| "Turbulence" (with Steve Aoki featuring Lil Jon)                                              | 2011 | 37                           | —                            | —                            | —                            | —                            | —                            | —                            | 66                           | Non-album singles      |
| "Natural Disaster" (vs. Example)                                                              | 2011 | —                            | —                            | 49                           | —                            | —                            | —                            | —                            | 37                           | Playing in the Shadows |
| "Blow" (with Martin Solveig)                                                                  | 2013 | —                            | —                            | 32                           | —                            | —                            | —                            | —                            | —                            | Non-album singles      |
| "Bae" (featuring Gina Turner)                                                                 | 2014 | —                            | —                            | 57                           | —                            | —                            | —                            | —                            | —                            | Non-album singles      |
| "S.A.X." (with Tujamo)                                                                        | 2015 | —                            | —                            | 48                           | —                            | —                            | —                            | —                            | —                            | Non-album singles      |
| "—" indica que a gravação não foi incluída nas paradas ou não foi distribuída naquela região. |      |                              |                              |                              |                              |                              |                              |                              |                              |                        |